# Renault Latitude
Renault Latitude je nástupcem modelů Safrane a Vel Satis. Sedan vyšší střední třídy se řadí svojí skoro pětimetrovou délkou mezi nejdelší vozy, které francouzská automobilka uvedla za svojí existenci na trh. Model byl nejprve představen v Koreji jako třetí generace Renault Samsung SM5. Verze automobilu pro Evropu byla poprvé představena na pařížském autosalonu v roce 2010, prodej byl zahájen v témže roce. Po roce 2015 byl Renault Latitude a Renault Laguna nahrazen vozem Renault Talisman.

## Motory
Latitude nabízel 4 verze motorů o objemu od dvou do tří a půl litrů. Nejlevnější variantou byl benzínový motor o obsahu 2 litry s šestnácti ventily o výkonu 103 kW a maximem točivého momentu 194 Nm. Tento motor je spojen s 6stupňovou převodovkou a ve své bioethanolové kompatibilní verzi je označován jako Renault eco2. Šestiválec dCi o objemu 3 litry disponuje výkonem 177 kW a točivým momentem 450 Nm. Zmíněný šestiválec je dodáván pouze v nejvyšší výbavě Initiale Paris.
Latitude byl z velké části postaven na základech poslední Laguny, zadní nápravu s nezávislým zavěšením kol má však vypůjčenou od Nissanu.
| Název   | Objem    | Výkon  | Točivý moment           | Převodovka  | Max. rychlost | 0–100 km/h |
| ------- | -------- | ------ | ----------------------- | ----------- | ------------- | ---------- |
| 2.0 dCi | 1995 cm³ | 129 kW | 360 Nm při 2000 ot./min | 6°man/6°aut | 204 km/h      | 9,9 s      |
| 3.0 dCi | 2993 cm³ | 177 kW | 450 Nm při 1500 ot./min | 6°man/6°aut | 235 km/h      | 7,6 s      |
| 2.0 16v | 1997 cm³ | 103 kW | 194 Nm při 3750 ot./min | 6°man/6°aut | 195 km/h      | 10,7 s     |
| 2.5 24v | 2496 cm³ | 132 kW | 235 Nm při 4400 ot./min | 6°man/6°aut | 208 km/h      | 9,3 s      |
| 3.5 24v | 3498 cm³ | 177 kW | 330 Nm při 4200 ot./min | 6°man/6°aut | 249 km/h      | 6,4 s      |

## Výbava

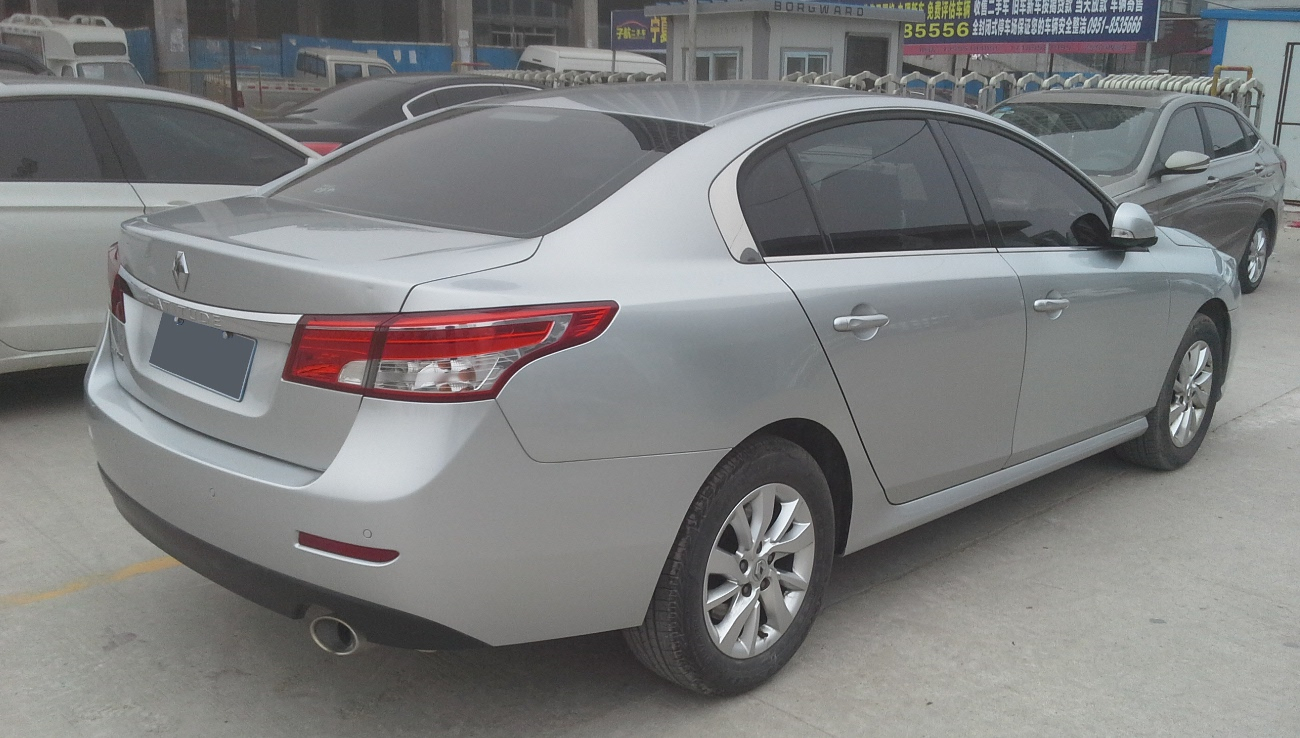
Renault Latitude

V základní výbavě je například hads-free karta k odemykání a startování, bi-xenonová samonatáčecí světla, třízónová klimatizace, masážní sedadla a o hudbu se stará audiosystém Bose s deseti reproduktory. V Renault Latitude lze také nalézt integrovanou navigaci Carminat TomTom Live a Carminat Bluetooth DVD. Připojení k telefonu pomocí Bluetooth a audiodigitální připojení „Plug & Music“. Systém parkovacího asistenta vpředu i vzadu s kamerou pro couvání a parkovací brzdu s asistentem.
Renault v Latitude představuje systém řízení kvality vzduchu pomocí ionizátoru se dvěma režimy a dvojitým osvěžovačem vzduchu.

## Rozměry
Přesná délka vozu je 4897 mm, rozvor náprav činí 2760 mm (pro srovnání, například oproti Laguně je Latitude delší o 20 cm, přičemž šířka obou vozů je téměř stejná). V oblasti kolen je k dispozici prostor 251 mm, šířka ve výši loktů vpředu je 1513 mm a šířka ve výši loktů vzadu je 1474 mm. Odkládacích prostor je v kabině rozmístěných více než deset včetně osvětlené chladicí skříňky o objemu 9,6 litru a středové konzoly o objemu 2,4 litru. Zavazadlový prostor vozu nabízí prostor o objemu 477 litrů (bez rezervy se do kufru vejde 500 litrů). Kufr lze navíc příležitostně rozšířit sklopením zadních sedadel. Zajímavostí je, že tohle řešení jistí bezpečností systém na klíč.